# Clay Center, Kansas
Clay Center là một thành phố thuộc quận Clay, tiểu bang Kansas, Hoa Kỳ. Năm 2010, dân số của xã này là 4334 người.

## Dân số
Dân số các năm:
- Năm 2000: 4564 người
- Năm 2010: 4334 người